# Bahnstrecke Sargé-sur-Braye–Vouvray
| Bahnhof Montoire-sur-le-Loir, 2008 |                      |                                                                                 |                                                                                 |
| Streckennummer (SNCF): | 560 000              |                                                                                 |                                                                                 |
| Kursbuchstrecke: | 110                  |                                                                                 |                                                                                 |
| Streckenlänge: | 68,4 km              |                                                                                 |                                                                                 |
| Spurweite: | 1435 mm (Normalspur) |                                                                                 |                                                                                 |
| Maximale Neigung: | 10 ‰                 |                                                                                 |                                                                                 |
| |                      |                                                                                 |                                                                                 |
| \| \| \| Bahnstrecke Chartres–Bordeaux von Chartres \| \| \| \| 0,0 171,7 \| Sargé-sur-Braye \| 90 m \| \| \| ~0,9 \| D 957 (ehem. N 157) \| D 957 (ehem. N 157) \| \| \| ~1,0 \| Bahnstrecke Chartres–Bordeaux nach Bordeaux-St-Jean \| Bahnstrecke Chartres–Bordeaux nach Bordeaux-St-Jean \| \| \| ~2,3 \| Braye (zerstört) \| Braye (zerstört) \| \| \| 4,7 \| Savigny-La Brunelière \| Savigny-La Brunelière \| \| \| 9,x \| Les Fossés \| Les Fossés \| \| \| 17,x \| Fontaine-en-Beauce \| Fontaine-en-Beauce \| \| \| \| Bahnstrecke Pont-de-Braye–Blois von Pont-de-Braye \| \| \| \| 20,x 13,8 \| Montoire-sur-le-Loir \| 70 m \| \| \| 20,x \| D 917 (ehem. N 817) \| D 917 (ehem. N 817) \| \| \| \| Bahnstrecke Pont-de-Braye–Blois nach Vendôme \| \| \| \| ~22,4 \| Loir (zerstört) \| Loir (zerstört) \| \| \| 24,x \| Lavardin \| Lavardin \| \| \| 29,x \| Saint-Arnoult \| Saint-Arnoult \| \| \| 33,9 \| Prunay-Cassereau \| Prunay-Cassereau \| \| \| 37,0 \| Authon-Monthodon \| Authon-Monthodon \| \| \| \| Bahnstrecke Brétigny–La Membrolle-sur-Choisille v. Vendôme \| \| \| \| ~42,4 \| Département Loir-et-Cher/Indre-et-Loire \| Département Loir-et-Cher/Indre-et-Loire \| \| \| ~44,1 \| D 766 (ehem. N 766) \| D 766 (ehem. N 766) \| \| \| 44,3 206,1 \| Château-Renault \| 89 m \| \| \| \| \| \| \| \| \| Bahnstrecke Port-Boulet à Château-Renault (CFD) nach Port-Boulet \| \| \| \| \| \| \| \| \| \| Bahnstrecke Port-Boulet à Château-Renault (TLC) n. Blois \| \| \| \| \| \| \| \| \| \| Bahnstrecke Brétigny–La Membrolle-sur-Choisille nach La Membrolle-sur-Choisille \| \| \| \| \| \| \| \| \| ~49,5 \| Madelon (~220 m) \| Madelon (~220 m) \| \| \| 49,6 \| Villedômer \| Villedômer \| \| \| 54,0 \| Neuillé-le-Lierre \| Neuillé-le-Lierre \| \| \| 57,5 \| Reugny \| Reugny \| \| \| 60,3 \| Chançay \| Chançay \| \| \| \| Brenne (2×) \| \| \| \| \| LGV Atlantique (Paris-Montparnasse–Mont-Saint-Avertin) \| \| \| \| 65,3 \| Vernou-sur-Brenne \| Vernou-sur-Brenne \| \| \| \| Cisse \| \| \| \| \| Bahnstrecke Paris–Bordeaux von Paris-Austerlitz \| \| \| \| \| Tramway (ex VN) von Tours; D 952 (ehem. N 152) \| \| \| \| 68,4 224,7 \| Vouvray \| 60 m \| \| \| ~+0,3 \| Loire \| Loire \| \| \| \| Bahnstrecke Paris–Bordeaux nach Bordeaux-St-Jean \| \| |                      |                                                                                 |                                                                                 |
| |                      | Bahnstrecke Chartres–Bordeaux von Chartres                                      |                                                                                 |
| Bahnhof (Strecke außer Betrieb) | 0,0 171,7            | Sargé-sur-Braye                                                                 | 90 m                                                                            |
| Bahnübergang (Strecke außer Betrieb) | ~0,9                 | D 957 (ehem. N 157)                                                             | D 957 (ehem. N 157)                                                             |
| Abzweig geradeaus und nach rechts (Strecke außer Betrieb) | ~1,0                 | Bahnstrecke Chartres–Bordeaux nach Bordeaux-St-Jean                             | Bahnstrecke Chartres–Bordeaux nach Bordeaux-St-Jean                             |
| Brücke über Wasserlauf (Strecke außer Betrieb) | ~2,3                 | Braye (zerstört)                                                                | Braye (zerstört)                                                                |
| Bahnhof (Strecke außer Betrieb) | 4,7                  | Savigny-La Brunelière                                                           | Savigny-La Brunelière                                                           |
| Haltepunkt / Haltestelle (Strecke außer Betrieb) | 9,x                  | Les Fossés                                                                      | Les Fossés                                                                      |
| Bahnhof (Strecke außer Betrieb) | 17,x                 | Fontaine-en-Beauce                                                              | Fontaine-en-Beauce                                                              |
| Abzweig ehemals geradeaus und von rechts |                      | Bahnstrecke Pont-de-Braye–Blois von Pont-de-Braye                               | Bahnstrecke Pont-de-Braye–Blois von Pont-de-Braye                               |
| ehemaliger Bahnhof | 20,x 13,8            | Montoire-sur-le-Loir                                                            | 70 m                                                                            |
| ehemaliger Bahnübergang | 20,x                 | D 917 (ehem. N 817)                                                             | D 917 (ehem. N 817)                                                             |
| Abzweig ehemals geradeaus und nach links |                      | Bahnstrecke Pont-de-Braye–Blois nach Vendôme                                    | Bahnstrecke Pont-de-Braye–Blois nach Vendôme                                    |
| Brücke über Wasserlauf (Strecke außer Betrieb) | ~22,4                | Loir (zerstört)                                                                 | Loir (zerstört)                                                                 |
| Haltepunkt / Haltestelle (Strecke außer Betrieb) | 24,x                 | Lavardin                                                                        | Lavardin                                                                        |
| Bahnhof (Strecke außer Betrieb) | 29,x                 | Saint-Arnoult                                                                   | Saint-Arnoult                                                                   |
| Bahnhof (Strecke außer Betrieb) | 33,9                 | Prunay-Cassereau                                                                | Prunay-Cassereau                                                                |
| Bahnhof (Strecke außer Betrieb) | 37,0                 | Authon-Monthodon                                                                | Authon-Monthodon                                                                |
| |                      | Bahnstrecke Brétigny–La Membrolle-sur-Choisille v. Vendôme                      |                                                                                 |
| Grenze | ~42,4                | Département Loir-et-Cher/Indre-et-Loire                                         | Département Loir-et-Cher/Indre-et-Loire                                         |
| Strecke mit Straßenbrücke | ~44,1                | D 766 (ehem. N 766)                                                             | D 766 (ehem. N 766)                                                             |
| U-Bahn-Kopfbahnhof Streckenanfang · Bahnhof | 44,3 206,1           | Château-Renault                                                                 | 89 m                                                                            |
| |                      |                                                                                 |                                                                                 |
| U-Bahn-Abzweig geradeaus und nach rechts (Strecke außer Betrieb) · Strecke |                      | Bahnstrecke Port-Boulet à Château-Renault (CFD) nach Port-Boulet                | Bahnstrecke Port-Boulet à Château-Renault (CFD) nach Port-Boulet                |
| |                      |                                                                                 |                                                                                 |
| U-Bahn-Strecke nach links (außer Betrieb) · Kreuzung geradeaus unten · U-Bahn-Strecke quer |                      | Bahnstrecke Port-Boulet à Château-Renault (TLC) n. Blois                        | Bahnstrecke Port-Boulet à Château-Renault (TLC) n. Blois                        |
| |                      |                                                                                 |                                                                                 |
| Strecke quer |                      | Bahnstrecke Brétigny–La Membrolle-sur-Choisille nach La Membrolle-sur-Choisille | Bahnstrecke Brétigny–La Membrolle-sur-Choisille nach La Membrolle-sur-Choisille |
| |                      |                                                                                 |                                                                                 |
| Brücke über Wasserlauf (Strecke außer Betrieb) | ~49,5                | Madelon (~220 m)                                                                | Madelon (~220 m)                                                                |
| Bahnhof (Strecke außer Betrieb) | 49,6                 | Villedômer                                                                      | Villedômer                                                                      |
| Bahnhof (Strecke außer Betrieb) | 54,0                 | Neuillé-le-Lierre                                                               | Neuillé-le-Lierre                                                               |
| Bahnhof (Strecke außer Betrieb) | 57,5                 | Reugny                                                                          | Reugny                                                                          |
| Bahnhof (Strecke außer Betrieb) | 60,3                 | Chançay                                                                         | Chançay                                                                         |
| Brücke über Wasserlauf (Strecke außer Betrieb) |                      | Brenne (2×)                                                                     | Brenne (2×)                                                                     |
| |                      | LGV Atlantique (Paris-Montparnasse–Mont-Saint-Avertin)                          |                                                                                 |
| Bahnhof (Strecke außer Betrieb) | 65,3                 | Vernou-sur-Brenne                                                               | Vernou-sur-Brenne                                                               |
| Brücke über Wasserlauf (Strecke außer Betrieb) |                      | Cisse                                                                           | Cisse                                                                           |
| |                      | Bahnstrecke Paris–Bordeaux von Paris-Austerlitz                                 |                                                                                 |
| U-Bahn-Strecke von rechts (außer Betrieb) |                      | Tramway (ex VN) von Tours; D 952 (ehem. N 152)                                  | Tramway (ex VN) von Tours; D 952 (ehem. N 152)                                  |
| U-Bahn-Kopfbahnhof Streckenende · ehemaliger Bahnhof | 68,4 224,7           | Vouvray                                                                         | 60 m                                                                            |
| Brücke über Wasserlauf | ~+0,3                | Loire                                                                           | Loire                                                                           |
| |                      | Bahnstrecke Paris–Bordeaux nach Bordeaux-St-Jean                                |                                                                                 |

Die Bahnstrecke Sargé-sur-Braye–Vouvray war eine 68,4 km lange, eingleisige regionale Nebenbahnstrecke in den französischen Départements Loir-et-Cher und Indre-et-Loire, die heute nicht mehr bedient wird. Die Nord-Süd-gerichtete Strecke beginnt in Sargé-sur-Braye in der Gemeinde Lavenay, wo sie von der Bahnstrecke Chartres–Bordeaux abzweigt und verbindet diese mit der Bahnstrecke Paris–Bordeaux. Sie wurde 1893/1894 eröffnet, schrittweise bis 1989 außer Betrieb gesetzt und nach 100 Jahren 1994 entwidmet.

## Geschichte
Am 21. August 1882 erteilte das Ministerium für öffentliche Arbeiten die Strecke für öffentlich wichtig, sodass auch ein Personentransport nötig würde. Gut ein Jahr später, am 20. November 1883, erfolgte die Konzession, wobei der Streckenbau durch die Staatsverwaltung erfolgte und die Konzessionierung aufgrund der großen Konzessionswelle offensichtlich „auf der Strecke blieb“. Bis zur Eröffnung der Strecke vergingen zehn Jahre und sie erfolgte in drei Schritten: am 2. Januar 1893 ging der Abschnitt Sargé-sur-Braye–Montoire-sur-le-Loir in Betrieb, am 15. Oktober 1893 das Teilstück Montoire-sur-le-Loir–Château-Renault, wo bereits seit 1875 die Bahnstrecke Pont-de-Braye–Blois in Betrieb stand und am 29. Juli 1894 das Reststück Château-Renault–Vouvray.
Alle Personenzüge verkehrten über Vouvray hinaus bis Tours. Kurz nach Beginn des Zweiten Weltkriegs wurde am 2. Oktober 1939 der Personenverkehr auf der Strecke eingestellt und nicht wieder aufgenommen.

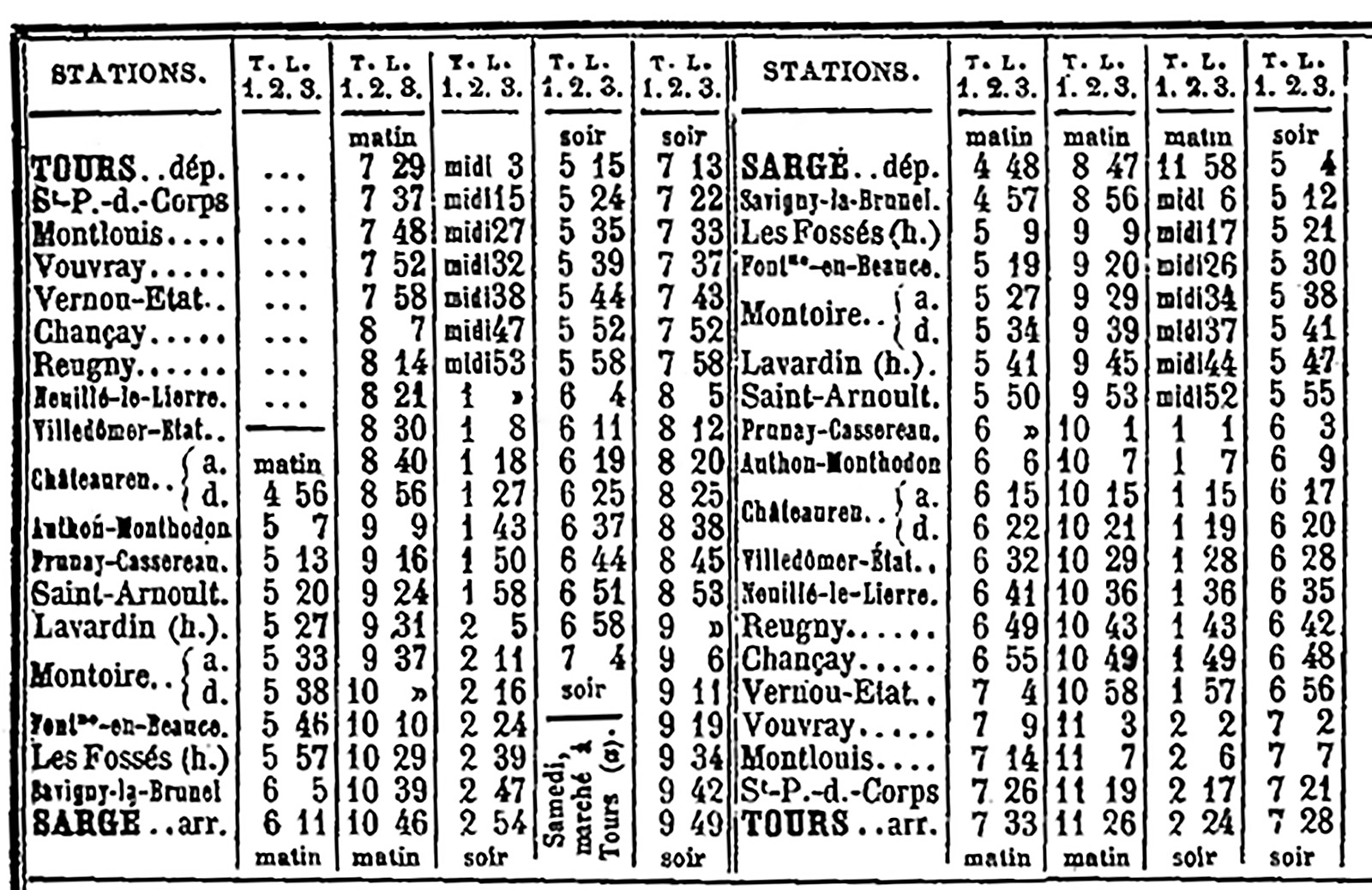
Winterfahrplan 1907/ 1908

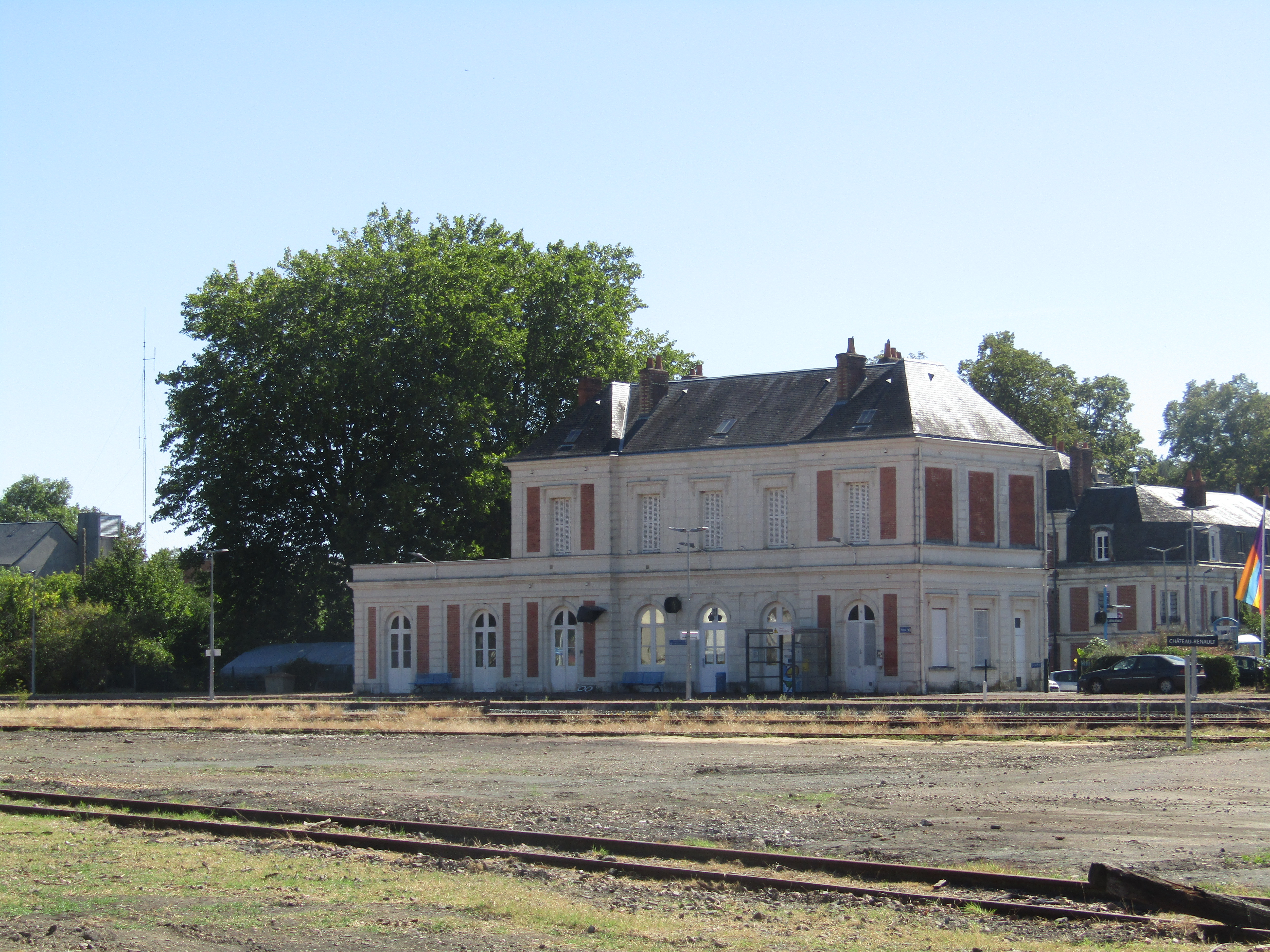
Bahnhof Château-Renault, 2010

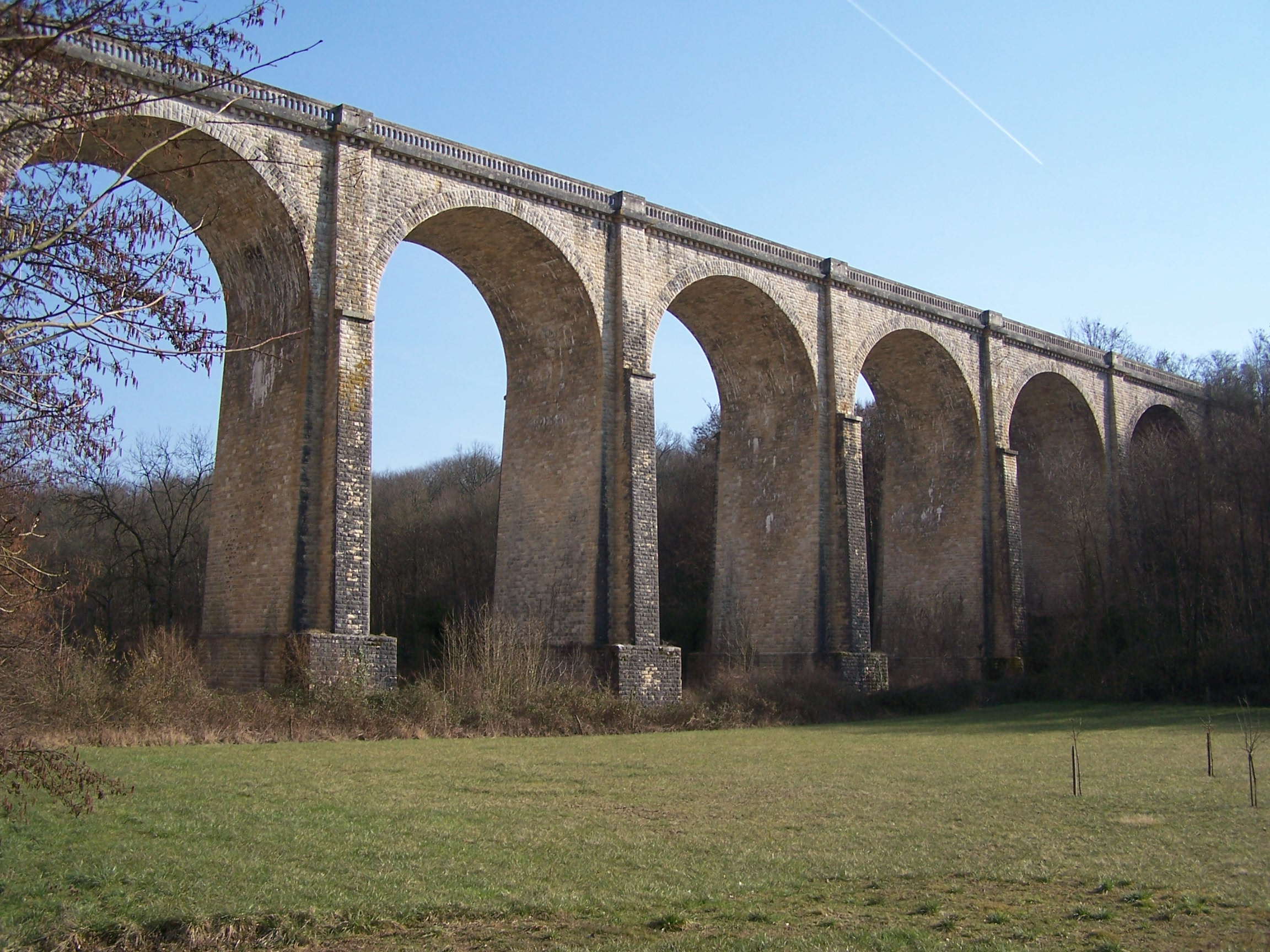
Viadukt bei Villedômer, 2005

1903 wurde an den beiden Streckenenden ein zweites Gleis eingebaut im Abschnitt Sargé-sur-Braye bis Savigny-La Brunelière und zwischen Vernou-sur-Brenne und Vouvray. 1941 haben deutsche Truppen dieses zweite Gleis wieder entfernt.